# 瑶姬

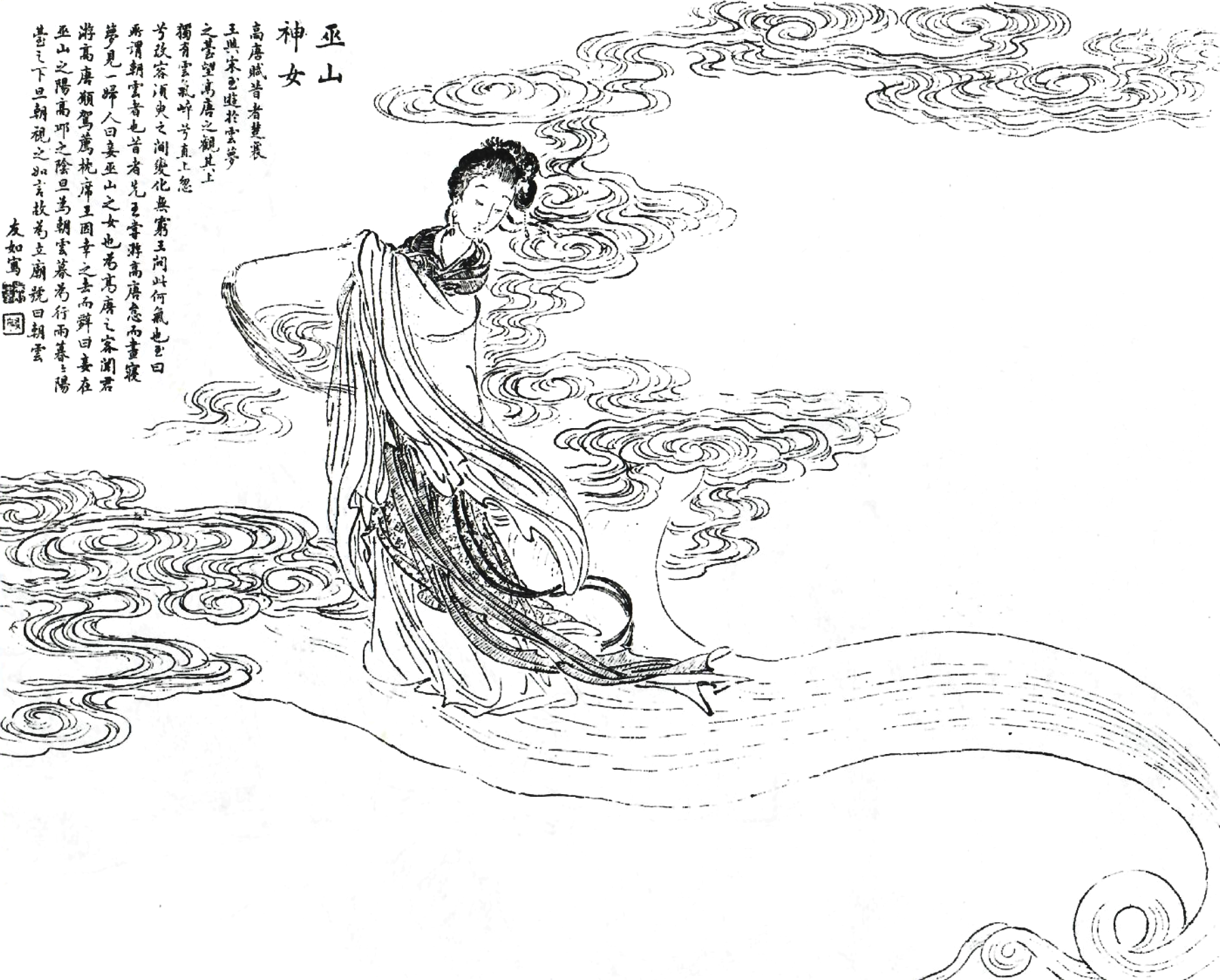
巫山神女像，出自《古今百美圖》

瑶姬是中国古代神话中登场的女神。因历史的变迁，固然有多种关于瑶姬的神话传说，其中都把她称为“巫山神女”。許多传说均把瑶姬的形象描述为呈现妙龄少女形象的美丽女神。

## 来历与传说

### 炎帝之女
瑶姬最早出现在《山海经》中，《山海经·中次七经》记载：“又东二百里，曰姑瑶之山。帝女死焉，其名曰女尸，化为瑶草，其叶胥成，其华黄，其实如菟丘，服之媚于人”。讲述瑶姬是炎帝（赤帝）的第三个女儿，亦作“姚姬”，为精卫（女娃）的姐妹。是位才色兼备、精通武艺的上古女神。刚到出嫁的年龄就不幸去世了，仙体葬于巫山上，她的灵魂则飞到姑瑶山上化做了一颗美丽的灵芝仙草—瑶草。后来上天非常同情这个美丽的女子，不希望瑶姬死后变成孤魂野鬼，于是就把她安排在了巫山上，而瑶姬因为整日眺望自己的父母，最终化成了那里的神女峰。她的侍女也同样相继化为了山峰，与神女峰一同形成了著名的巫山十二峰。唐代大诗人杜甫在诗中感叹“神女峰娟妙”。战国时期，楚國宋玉《高唐赋》与《神女赋》载瑶姬神女为“旦为朝云、暮为行雨”的美貌仙女；故此“巫山神女”之名通常用来比喻美女。《文选·宋玉<高唐赋>序》：“妾巫山之女也”。注引《襄侣音旧传》：“赤帝(炎帝)女姚姬（一作“瑶姬”），未行而卒，葬于巫山之阳，故曰巫山神女。楚怀王游于高唐，昼寝，梦见与神遇，自称是巫山神女，王因幸之。遂为置观于巫山之南，号为朝云。”文献《太平御览》卷二九九引自《襄阳耆旧记》：“我帝之季女也，名曰瑶姬，未行而亡，封巫山之台，精魂依草，寔为茎之，媚而服焉，则与梦期，所谓巫山之女，高唐之姬”。唐代诗人李白也在《感兴八首》诗云：“瑶姬天帝女，精彩化朝云；宛转入宵梦，无心向楚君”。讲述战国时期，楚怀王游高唐时在梦中见到美神瑶姬，“自称是巫山神女，王因幸之。遂为置观于巫山之南，号为朝云”。楚怀王见神女的美貌惊为天人，从此便沉迷于瑶姬的美色而不理朝政。

### 西王母之女
瑶姬幫助大禹治水的传说在民间早有流传，后来唐末五代道士杜光庭借鉴这一传说才塑造出西王母之女云华夫人。后世道教将瑶姬转变为西王母之女。唐末五代道士杜光庭《墉城集仙录》对瑶姬身份进行彻底改编：称瑶姬是王母娘娘的二十三个女儿中年纪最小的女儿，名号为“'云华夫人'”。她经常扒开天雾，静观人间的一切动向，为了完成禹的治水事业，下界收伏了在人间制造灾难的十二条恶龙。为了怜悯受难的百姓能过上太平的日子而化做了山峰—巫山（神女峰）镇守着大地，故称其为“巫山神女”。神话歌剧《瑶姬传奇》中有仙女瑶姬帮助凡间男子禹治理洪水而相恋的神话故事。宋《太平广记》引杜光庭的《墉城集仙录》称其为“云华夫人，王母第二十三女，太真王夫人之妹也，名瑶姬”，“时大禹理水驻山下，大风卒至，崖振谷陨，不可制。因与夫人相值，拜而求助。即敕侍女，授禹策召鬼神之书”。